# Erwann Le Péchoux
Erwann Le Péchoux (n. 13 ianuarie 1982, Pertuis, Provence-Alpes-Côte d'Azur, Franța) este un scrimer olimpic francez specializat pe floretă, de patru ori campion mondial pe echipe (în 2005, 2006, 2007 și 2014) și dublu campion european pe echipe în 2014 și în 2015.
Este căsătorit cu floretista tunisiană Inès Boubakri. 

## Legături externe
- Materiale media legate de Erwann Le Péchoux la Wikimedia Commons
- en  Prezentare Arhivat în 12 august 2014, la Wayback Machine. la Confederația Europeană de Scrimă
- en Erwann Le Péchoux la Olympedia.org